# Liga Mexicana por la Defensa de los Derechos Humanos
La Liga Mexicana por la Defensa de los Derechos Humanos (LIMEDDH) es una ONG creada en 1985 en la Ciudad de México como una tribuna abierta, independiente y pluralista donde se denuncian casos de violación o incumplimiento de los derechos humanos
La Limeddh está afiliada a la Federación Internacional por los Derechos Humanos (FIDH) y a la Organización Mundial Contra la Tortura (OMCT), y es socia de "Actuar juntos por los Derechos Humanos". 
A través de esta filiación, goza de estatuto consultivo ante la Organización de las Naciones Unidas y el Consejo de Europa. 
La Limeddh actúa cotidianamente al lado de las víctimas de violación de derechos humanos proporcionándoles asistencia jurídica, médica y psicológica. 
Además, alerta a la sociedad civil con sus informes y comunicaciones, y participa en misiones de observación, monitoreo y documentación de violaciones a los derechos humanos 
La acción de la liga se basa en la Declaración Universal de los Derechos Humanos proclamada por la ONU, en la Convención Americana sobre Derechos Humanos de la OEA, en los pactos y convenios internacionales firmados por México, y por supuesto en la Constitución Política de los Estados Unidos Mexicanos y en las leyes que de ella emanan. 
Promociona las denuncias ante los organismos gubernamentales y no gubernamentales. También actúa en la difusión y fomento de los derechos humanos como cultura a través de cursos de capacitación y sensibilización. 
El equipo de los defensores de derechos humanos está formado por médicos, abogados, psicólogos, historiadores, sociólogos y otros profesionales; practicantes nacionales e internacionales, colaboradores  y voluntarios.